# Tom Degețel

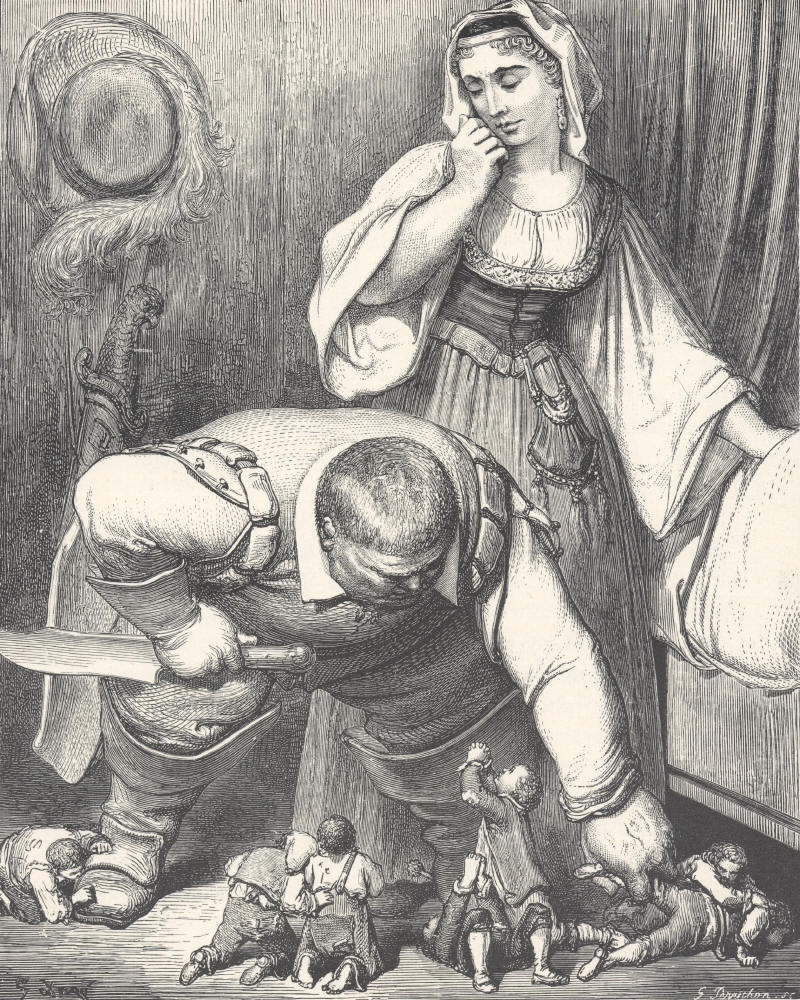
Căpcăunul descoperă copiii

Tom Degețel (franceză Le Petit Poucet) este o poveste de origine franceză scrisă de Charles Perrault publicată în 1697 în culegerea de povești Les Contes de ma mère l’Oye (Poveștile mamei mele gâsca).

## Conținut
Un tăietor de lemne sărac avea șapte feciori, din care al șaptelea nu era mai mare de un deget, din care cauză era numit "Degețel". În decursul anilor el n-a crescut de loc, fiind considerat de ceilalți un prostănac. Când el a împlinit vârsta de șapte ani, a izbucnit o foamete în țară. Părinții feciorilor s-au hotărât să-și părăsească copiii lăsându-i în pădure. Degețel aude noaptea planurile părinților, iar pe drumul spre pădure presară pietricele pentru a regăsi drumul spre casă. El îi va aduce pe frații săi din nou acasă pe drumul marcat. Între timp bogătașul "Écus" trimite bani familiei pentru a cumpăra mâncare. Bucuria părinților este mare când își revăd copiii, dar fericirea ține până ce-au cheltuit banii. Părinții trebuie să se despartă din nou de copii în pădure așa că Degețel a presărat firimituri de pâine ca să găsească drumul înapoi, dar păsările au mâncat tot ce-a presărat pe drum Degețel. Copiii nu mai găsesc drumul spre casă, ei se rătăcesc prin pădure și ajung la casa unui căpcăun (oger) care avea șapte fete. Căpcăunul are o femeie miloasă, care le dă de mâncare și ascunde copiii sub pat. Uriașul simte miros de om și descoperă copiii. Femeia îl înduplecă pe căpcăun să nu mănânce imediat copiii, ci să-i pună la îngrășat. Apoi Căpcăunul îi spuse soției sale să îi pregătească pentru a doua zi. Îi va mânca cu prietenii săi .
Noaptea aceea, Degețel va schimba căciulile fraților cu coroanele de aur ale fiicelor căpcăunului. Este încă întuneric când căpcăunul beat vine să mănânce copiii, el va tăia gâtul fiicelor sale care poartă căciulile băieților. Degețel își trezește frații iar ei fug din casa uriașului. Dimineața următoare, uriașul observă lipsa copiilor și pornește în urmărirea lor, cu cizmele fermecate care făceau la un pas șapte poște. Obosit de drum, uriașul adoarme pe stânca sub care s-au ascuns copiii. Degețel se strecoară în cizma uriașului și ajunge înapoi la casa căpcăunului unde, printr-un șiretlic, îi fură cizmele și aurul, care va aduce bunăstare în casa tăietorului de lemne.